# کسویگ (زاکسن)
شهر کسویگ در ایالت زاکسن در کشور آلمان واقع شده است.